# 1624 Рабе
1624 Рабе (1624 Rabe) — астероїд головного поясу, відкритий 9 жовтня 1931 року.
Тіссеранів параметр щодо Юпітера — 3,188.